# 下条村 (富山県)
下条村（げじょうむら）は、かつて富山県中新川郡にあった村。

## 沿革
- 1889年（明治22年）4月1日 - 町村制の施行により、上新川郡伊勢領村、下条開発村、狐塚村、桜井新村、鏡田村、上桜木村、下桜木村、堅田村、柳寺村、恋塚村、東五郎丸村、小池村、下砂子坂村、下砂子坂新村、上砂子坂村、市江村、石正村の区域の一部、水橋館村の区域の一部及び水橋中村の区域の一部をもって、上新川郡下条村が発足する。
- 1896年（明治29年）3月29日 - 郡制の施行のため、上新川郡の区域から分立して、中新川郡が発足により、中新川郡に所属となる。
- 1940年（昭和15年）11月15日 - 中新川郡東水橋町、西水橋町及び下条村が合併して、中新川郡水橋町が発足する。

## 歴代村長
出典→
1. 菅田重動（1889年5月31日 - 1890年11月30日）
2. 松波秋成（1890年12月23日 - 1894年12月22日）
3. 松波秋成（1894年12月25日 - 1898年12月24日）
4. 松波秋成（1899年1月27日 - 1903年1月26日）
5. 松波秋成（1903年1月29日 - 1907年1月28日）
6. 松波秋成（1907年2月20日 - 1908年1月20日）
7. 酒井喜七（1908年4月14日 - 1912年4月13日）
8. 酒井喜七（1912年4月14日 - 1913年4月24日）
9. 酒井喜七（1913年8月20日 - 1917年8月19日）
10. 酒井喜七（1917年10月3日 - 1921年10月2日）
11. 酒井喜七（1921年10月7日 - 1923年2月12日）
12. 麻柄太一郎（1923年4月17日 - 1925年3月6日）
13. 松井林太郎（1925年6月17日 - 1929年6月16日）
14. 松波善四郎（1929年8月6日 - 1931年6月16日）
15. 中田作蔵（1931年9月14日 - 1932年3月3日）
16. 麻柄太一郎（1932年6月28日 - 1934年3月6日）
17. 松波善四郎（1934年3月12日 - 1934年4月26日）
18. 塩原安太郎（1934年5月2日 - 1938年1月29日）
19. 菅田樹幸（1938年2月18日 - 1940年3月1日）
20. 石川玄知（1940年3月26日 - 11月14日）